# Le Fel
Le Fel è un comune francese di 171 abitanti situato nel dipartimento dell'Aveyron nella regione dell'Occitania.
Fino al 1996 il comune si chiamava Enguialès.

## Società

### Evoluzione demografica
Abitanti censiti